# Oscar Peterson
Oscar Emmanuel Peterson (født 15. august 1925 i Montréal, Quebec, død 23. december 2007 i Mississauga) var en canadisk jazzpianist.
Oscar Peterson var i nogle årtier en af de mest succesrige jazzmusikere, både som solist og med sin trio, der fra 1973 til 1986 havde Niels-Henning Ørsted Pedersen som medlem. Hans Hymn to Freedom er kendt og elsket langt udenfor kredsen af jazzinteresserede. Han har indspillet næsten 200 album, og han fik tildelt otte Grammy-musikpriser.
Oscar Peterson spillede sammen med mange af jazzens giganter så som Louis Armstrong, Count Basie, Roy Eldridge, Duke Ellington, Nat King Cole, Stan Getz, Dizzy Gillespie og Ella Fitzgerald.
Peterson var en stor virtuos inden for sit felt, hvilket f.eks. høres i hans version af "I skovens dybe stille ro" sammen med Niels Henning Ørsted-Petersen. I hans sidste år var han dog sygdomsramt, og han mistede en del af det tekniske overskud.